# Llavorsí
Llavorsí är en kommun och ort i Spanien.   Den ligger i provinsen Província de Lleida och regionen Katalonien, i den nordöstra delen av landet, 500 km nordost om huvudstaden Madrid. Llavorsí ligger 1 551 meter över havet och antalet invånare är 366.
Terrängen runt Llavorsí är bergig åt nordväst, men åt sydost är den kuperad. Llavorsí ligger nere i en dal. Runt Llavorsí är det mycket glesbefolkat, med 3 invånare per kvadratkilometer. Närmaste större samhälle är Sort, 11,2 km sydväst om Llavorsí. I omgivningarna runt Llavorsí växer i huvudsak barrskog.